# Баддо (королева)
Баддо (Бадо или Бада; лат. Baddo; умерла не ранее 589) — королева вестготов (упоминается в 589 году) по браку с Реккаредом I.

## Биография

### Происхождение
Многие современные историки считают, что о происхождении Баддо сообщается в «Истории готов, вандалов и свевов» Исидора Севильского и «Арабо-византийской хронике 741 года». В этих исторических источниках упоминается, что мать родившегося в 583 или 584 году короля Лиувы II была простолюдинкой и конкубиной Реккареда, на тот момент младшего сына правителя Вестготского королевства Леовигильда. Матерью Лиувы II эти исследователи считают Баддо, единственную достоверную известную законную супругу короля Реккареда I.
Однако среди современных медиевистов также существует мнение, согласно которому Баддо не была матерью Лиувы II, так как браки с простолюдинками не были распространены среди вестготских монархов. На основании ономастических данных предполагается, что Баддо могла принадлежать к одной из знатных вестготских семей, владевшей поместьями в окрестностях Кордовы. Возможными выходцами из этого рода также считаются вестготские короли Эрвиг и Эгика. Согласно этому мнению, Баддо не смогла родить Реккареду I сына, и наследником престола был объявлен рождённый одной из королевских наложниц Лиува II.

### Бракосочетание Реккареда I и Баддо
Дата женитьбы Реккареда I на Баддо неизвестна. Она не могла состояться ранее 584 года, так как ещё с 579 или 582 года Реккаред был помолвлен с франкской принцессой Ригунтой, дочерью короля Хильперика I и Фредегонды. Это должен был быть династический брак, призванный нормализовать отношения между правителями Вестготского королевства и Франкского государства. По свидетельству Григория Турского, в сентябре 584 года Ригунта отправилась в Испанию, но из-за смерти Хильперика I и последовавшей новой Вестгото-франкской войны брак официально так и не был заключён. Высказываются предположения, что Реккаред I мог жениться на Баддо вскоре после 584 года.
Однако, скорее всего, брак должен быть датирован временем уже после вступления Реккареда I на престол в 586 году. В пользу этого свидетельствуют данные о том, что вскоре после смерти отца Реккаред I попытался получить в жёны Хлодозинду, дочь франкского короля Сигиберта I и Брунгильды, но не преуспел в этом из-за противодействия короля Бургундии Гунтрамна. Возможно, брак Реккареда I и Баддо был заключён в 586 или 589 году.

### Королева вестготов
Вскоре после получения власти над Вестготским королевством Реккаред I перешёл из арианства в никейство. На состоявшемся в 589 году Третьем Толедском соборе ортодоксальное христианство было провозглашено государственной религией Вестготского королевства. В присутствии короля, королевы, множества церковных и светских персон в церкви Святой Марии 8 мая был зачитан принятый на этом собрании томос. Среди прочего, в этом документе сообщалось о совершившемся ранее приобщении монаршей четы к никейскому христианству. Это свидетельствует о том, что ранее Баддо исповедовала арианство. Среди прочих подписавших соборные акты персон была и королева Баддо (лат. «Ego Baddo gloriosa regina hancfidem, quam credidi et suscepi, mea manu de toto corde subscribsi»). Она единственная известная из средневековых источников вестготская королева, поставившая свою подпись под государственными и церковными документами Вестготского королевства. Это свидетельствует об очень большой роли, которую Баддо играла при дворе своего мужа. Акты Третьего Толедского собора — единственные современные Баддо документы, в которых называется её имя.
О дате смерти Баддо в средневековых источниках не сообщается. Вероятно, она скончалась ранее своего мужа. Точно неизвестно, вступил ли Реккаред I ещё раз в брак после её кончины. На основании свидетельства из «Всемирной хроники» историка XIII века Луки Туйского некоторые историки считают младшим сыном Реккареда I правившего вестготами в 621—631 годах Свинтилу. Матерью же этого монарха называют неизвестную по имени женщину. Однако какие-либо другие данные о родственных связях Реккареда I и Свинтилы в средневековых источниках отсутствуют.
Король Реккаред I умер в декабре 601 года, и ему наследовал его сын Лиува II. Однако тот уже в 603 году был убит по приказу Виттериха, ставшего новым правителем Вестготского королевства.